# Stand Up Now
「Stand Up Now」（スタンド・アップ・ナウ）は、Cellchromeの楽曲。バンドの1枚目のシングルとして2017年8月23日にビーイングから発売。

## 解説
メジャー・デビュー作となった本作は、TBS系「コンビニカレシ」オープニング・テーマ曲。本来の清涼感溢れるヴォーカルと洗練されたサウンドが前面に押し出されたナンバーに仕上がっている。

## シングル収録トラック

### 通常盤
全曲　作詞：Mizki、陽介
CD
1. Stand Up Now
作曲：小田桐ゆうき　編曲：中谷信行、小田桐ゆうき
2. 120％ 〜BOOM BOOM SUMMER〜
作曲：Mizki、徳永暁人　編曲：徳永暁人、Cellchrome

DVD
1. Stand Up Now (MUSIC VIDEO)
2. Stand Up Now (MUSIC VIDEO メイキング)

### コンビニカレシ盤
CD
1. Stand Up Now
2. Stand Up Now-TV SIZE-
3. Stand Up Now-INST-

DVD
1. Stand Up Now (コンビニカレシ オープニング映像ノンテロップ ver.)